# Martín Ligüera
Martín Ricardo Ligüera López (Florida, Uruguay, 9 de noviembre de 1980) es un exfutbolista y actual entrenador uruguayo. Jugó de mediocampista ofensivo y su último club fue el Club Nacional de Football de la Primera División de Uruguay.

## Trayectoria como futbolista
Con 16 años, fue uno de los jugadores más jóvenes en debutar en 1.ª división con el Club Nacional de Football. En 2002 fue nombrado mejor jugador del fútbol uruguayo y en 2005 fue el goleador del equipo y campeón uruguayo con Nacional. En el 2006 fue campeón nacional con Alianza Lima del Campeonato Descentralizado 2006 clasificando y jugando la Copa Libertadores 2007.
En 2009 fue premiado como mejor jugador extranjero del fútbol paraguayo. En el 2012 integró la lista de la selección ideal del campeonato paranaense.
A lo largo de su carrera ha jugado en clubes de España, México, Paraguay, Perú, Suiza, Uruguay, Chile y Brasil en los que convirtió más de 140 goles. Cumple la función de volante creador y destacan su precisa pegada y su visión de juego.
El 2010 fue transferido a Unión Española de Chile, donde estuvo 2 años. En 2012 parte de Unión para ir al Clube Atlético Paranaense. Y en su llegada al club, en sus primeros tres partidos, convirtió 3 goles, haciendo un aporte fundamental en goles y en asistencias. En 2013 pasó a Joinville a jugar el campeonato brasileño de segunda división. Por temas personales solicitó la rescisión. El 2016 fue campeón Uruguayo con Nacional siendo el goleador del equipo y elegido mejor futbolista del año.

### Selección nacional
Fue integrante de la selección uruguaya mayor durante los años 2002 y 2005. A nivel de menores, participó en el Sudamericano Sub-20 de 1999 y en el Mundial Nigeria Sub-20, en el que Uruguay obtuvo el cuarto puesto. Integró también el seleccionado que jugó el Campeonato Sudamericano Sub-17 de 1997.

## Clubes
| Club                | País     | Año         |
| ------------------- | -------- | ----------- |
| Nacional            | Uruguay  | 1996 - 1999 |
| Cerro               | Uruguay  | 2000        |
| Defensor Sporting   | Uruguay  | 2001        |
| Fénix               | Uruguay  | 2002 - 2003 |
| Real Mallorca       | España   | 2003        |
| Grasshoppers        | Suiza    | 2003 - 2004 |
| Nacional            | Uruguay  | 2004 - 2005 |
| San Luis            | México   | 2005 - 2006 |
| Alianza Lima        | Perú     | 2006 - 2007 |
| Nacional            | Uruguay  | 2007 - 2008 |
| Olimpia             | Paraguay | 2009        |
| Unión Española      | Chile    | 2010 - 2011 |
| Atlético Paranaense | Brasil   | 2012 - 2013 |
| Joinville           | Brasil   | 2013        |
| Fénix               | Uruguay  | 2014 - 2016 |
| Nacional            | Uruguay  | 2016 - 2017 |

## Palmarés

### Como futbolista

#### Ligas nacionales
| Título              | Club         | País    | Año  |
| ------------------- | ------------ | ------- | ---- |
| Campeonato Uruguayo | Nacional     | Uruguay | 1998 |
| Campeonato Uruguayo | Nacional     | Uruguay | 2005 |
| Campeonato Uruguayo | Nacional     | Uruguay | 2009 |
| Primera División    | Alianza Lima | Perú    | 2006 |
| Campeonato Uruguayo | Nacional     | Uruguay | 2016 |

#### Otros torneos oficiales
| Título            | Club     | País    | Año       |
| ----------------- | -------- | ------- | --------- |
| Liguilla          | Fénix    | Uruguay | 2002      |
| Liguilla          | Fénix    | Uruguay | 2003      |
| Torneo Apertura   | Nacional | Uruguay | 2004      |
| Liguilla          | Nacional | Uruguay | 2007/2008 |
| Torneo Apertura   | Nacional | Uruguay | 2008/2009 |
| Torneo Intermedio | Nacional | Uruguay | 2017      |

## Trayectoria como entrenador
En 2017 pone fin a su carrera futbolística y posteriormente asumió como técnico de la reserva de Nacional.
En el año 2021, asume como técnico interino del plantel principal de Nacional, tras la destitución de Jorge Giordano. Lo curioso es que, con cuatro partidos disputados, logró el título del Campeonato Uruguayo 2020. A falta de tres partidos de culminar el Torneo Clausura, Nacional perdió 0-4 frente a Liverpool, lo que hizo peligrar el título de la Tabla Anual. Al mando de Ligüera, Nacional perdió frente a Boston River y venció a Deportivo Maldonado. Esta victoria hizo que Nacional se adueñara de la tabla anual, por lo cual disputó la final del Campeonato frente a Rentistas. En dichos partidos, el conjunto de Ligüera venció a Rentistas 3-0 y 1-0 respectivamente. Así logran el Bi campeonato para Nacional y su primer título uruguayo como entrenador . Luego de esa hazaña vuelve a dirigir la reserva del club . 
El 22 de agosto de 2021, tras la destitución de Alejandro Cappuccio, Ligüera es designado como el entrenador del plantel principal de Nacional.

## Clubes como entrenador
| Club                    | País    | Año            | PJ | PG | PE | PP | GF | GE | DIF | %      |
| ----------------------- | ------- | -------------- | -- | -- | -- | -- | -- | -- | --- | ------ |
| Nacional (Interino)     | Uruguay | 2021           | 4  | 3  | 0  | 1  | 7  | 3  | +4  | 75%    |
| Nacional                | Uruguay | 2021           | 15 | 8  | 4  | 3  | 23 | 15 | +8  | 62.22% |
| Club Atlético Rentistas | Uruguay | 2024- Presente |    |    |    |    |    |    |     |        |
| Total                   | Total   | Total          | 19 | 11 | 4  | 4  | 30 | 18 | +12 | 64.91% |

### Palmarés como entrenador
| Título              | Club     | País    | Año  |
| ------------------- | -------- | ------- | ---- |
| Campeonato Uruguayo | Nacional | Uruguay | 2020 |